# Liste des chaînes de télévision en Pologne
Cet article présente une liste non exhaustive de chaînes de télévision en Pologne.

## Chaînes de télévision nationales

### Telewizja Polska
- TVP 1
- TVP 2
- TVP 3
- TVP Dokument
- TVP Kobieta
- TVP Nauka
- TVP Seriale
- Alfa TVP
- TVP ABC 2
- TVP Historia 2
- TVP Kultura 2
- TVP Info
- TVP Sport
- TVP Parlament
- TVP ABC
- TVP Rozrywka
- TVP Polonia
- TVP Kultura
- TVP Sport
- TVP Historia
- TVP HD
- TVP Wilno
- Belsat (Belarusian)
- TVP World
- Jasna Góra TV

#### Telewizja Polsat
- Polsat X
- Polsat
- Polsat 2
- Polsat 1
- TV4
- TV6
- Polsat News
- Polsat News 2
- Polsat News Polityka
- Wydarzenia 24
- Polsat Sport 1
- Polsat Sport 2
- Polsat Sport Fight
- Polsat Sport 3
- Polsat Sport Premium 1
- Polsat Sport Premium 2
- Polsat Sport Premium PPV
- Eleven Sports
- Polsat Film
- Polsat Cafe
- Polsat Play
- Polsat Jim Jam
- Polsat Doku
- Polsat Reality
- Polsat Film 2
- Super Polsat
- Polsat Games
- Polsat Rodzina
- Polsat Seriale
- Polsat Music
- Disco Polo Music
- CI Polsat

### 4Fun Media
- 4Fun TV
- 4Fun  Dance
- 4Fun Kids

### ZPR Media
- Eska TV
- Eska TV Extra
- Eska Rock TV
- Polo TV
- VOX Music TV
- Nowa TV
- Fokus TV

...

#### ITI Group
- TVN
- TVN7
- TTV
- TVN Fabuła
- Food Network
- TVN24
- TVN24 BiŚ
- HGTV
- TVN Style
- TVN Turbo
- TVN International
- TVN International Extra
- Travel Channel

...

#### Polcast Television
- Tele 5
- Polonia 1
- Water Planet
- Novela TV

#### Discovery Polska
- Discovery Channel
- Discovery Science
- Investigation Discovery
- Discovery Historia
- DTX
- Animal Planet HD

#### Eurosport Polska
- Eurosport 1
- Eurosport 2

#### Viacom Networks
- MTV Polska
- MTV 00s
- MTV 90s
- MTV 80s
- Club MTV
- MTV Hits
- Nickelodeon
- Nick Jr
- NickToons
- Nick Music
- Comedy Central
- Polsat Comedy Central Extra

#### Viasat
- Polsat Viasat Explore
- Polsat Viasat History
- Polsat Viasat Nature
- Epic Drama
- Viasat True Crime

#### IKO Polonia SRL
- Sport Klub
- FightKlub

#### Kino Polska S.A.
- Kino TV
- Kino Polska
- Kino Polska International
- Kino Polska Muzyka
- Kino Polska Muzyka International
- Filmbox Premium HD
- FightBox
- DocuBox
- FunBox UHD
- Fast&FunBox HD
- FashionBox HD
- 360TuneBox
- Filmbox Arthouse
- Filmbox Extra HD
- Filmbox Family
- Filmbox Action
- Zoom TV
- Stopklatka TV

#### Wirtualna Polska Holding
- WP
- Kabaret TV

#### Canal+ Polska
- Canal+ Premium
- Canal+ Film
- Canal+ Seriale
- Canal+ Sport
- Canal+ 1
- Canal+ Dokument
- Canal+ 4K Ultra HD
- Canal+ 360
- Canal+ Sport 2
- Canal+ Sport 3
- Canal+ Sport 4
- Canal+ Sport 5
- Canal+ Extra 1
- Canal+ Extra 2
- Canal+ Extra 3
- Canal+ Extra 4
- Canal+ Extra 5
- Canal+ Extra 6
- Canal+ Extra 7
- Canal+ Now
- Ale Kino+
- Canal+ Domo
- Canal+ Kuchnia
- MiniMini+
- Novelas+
- Novelas+1
- Planete+
- teleTOON+

### TV Puls
- TV Puls
- Puls 2

### MWE Networks
- Nuta Gold
- Nuta TV
- Power TV
- Filmax
- Antena HD
- Adventure
- Pogoda 24.TV
- Junior Channel
- TVC Super
- Szlagier TV
- Golf Zone
- Top Kids
- XTreme TV
- Home TV
- Junior Music
- TVC
- Ultra TV 4K

### Warner Bros
- Warner TV
- Cartoon Network
- Cartoonito
- Cinemax
- Cinemax 2
- HBO
- HBO 2
- HBO 3

### Fundacja „Lux Veritatis”
- TV Trwam
- Tilma TV

### Red Carpet Media Group S.A.
- Show TV
- ViDoc TV

## Chaînes disparues
- Fantastic
- Mango
- NTL Radomsko
- RTL7
- TVN Meteo
- VIVA
- ITV
- Lifetime
- CBS Action
- CBS Drama
- Playhouse Disney
- TVR
- Boomerang
- MGM HD
- Hip Hop TV
- ATM Rozrywka
- Eurosport News
- Hallmark Channel
- Discovery Travel & Living